# Funzione gradino
In matematica, una funzione reale si dice funzione a gradino o funzione a gradinata o funzione a scala se è costante a tratti.
Ad esempio, la funzione seguente è a gradino:
{\displaystyle F:\mathbb {R} \to [0,1],x\mapsto {\begin{cases}0&x<0\\0,2&x\in [0,2)\\0,6&x\in [2,4)\\1&x\geq 4\end{cases}}}
In generale, detta {\textstyle A_{i}=[x_{i},x_{i+1}),i\in I,-\infty \leq x_{i}\leq +\infty } una partizione - finita o infinita a seconda della cardinalità di {\textstyle I}- del dominio, allora {\textstyle f:A\subseteq \mathbb {R} \to \mathbb {R} } è detta a gradino se esistono {\textstyle \alpha _{1},\ldots ,\alpha _{n}\in \mathbb {R} } tali che:
{\displaystyle f(x)=\sum _{i\in I}\alpha _{i}\cdot \chi _{A_{i}}(x)}
dove {\displaystyle \chi _{A_{i}}(x)} è la funzione indicatrice dell'insieme {\displaystyle A_{i}}, cioè
{\displaystyle f_{/A_{i}}(x)=\alpha _{i}\quad \forall x\in A_{i}}
Una funzione a gradino non è altro che una combinazione lineare di funzioni indicatrici.

## Proprietà
Una funzione a gradino non è generalmente continua, come è facile notare, ma è comunque continua quasi ovunque (possiede un numero finito o numerabile di discontinuità) e dunque è integrabile secondo Riemann; il suo integrale è
{\displaystyle \int f(x)\mathop {} \!\mathrm {d} x=\sum _{i\in I}\alpha _{i}(x_{i+1}-x_{i})},
cioè, come è immaginabile, l'area sottesa è la somma delle aree dei singoli rettangolini di base {\displaystyle (x_{i+1}-x_{i})} e altezza {\displaystyle \alpha _{i}}.
Dall'integrale di particolari funzioni a gradino Riemann partirà poi per la costruzione del suo integrale.